# Anna-Maria Tallgren
Anna-Maria Christina Tallgren, född 4 juli 1886 i Ruovesi, död 12 mars 1949 i Helsingfors, var en finländsk litteraturkritiker. Hon var syster till Aarne Michaёl Tallgren och ingick 1944 äktenskap med ärkebiskop Erkki Kaila. 
Tallgren var 1910–1925 verksam som litteraturkritiker i Helsingin Sanomat. Hon skrev finskspråkiga essäsamlingar samt biografier över Henrik Wergeland (1916) och Paul Verlaine (1922, svensk översättning 1925). Hon redigerade även bland annat antologier.